# Singspiel

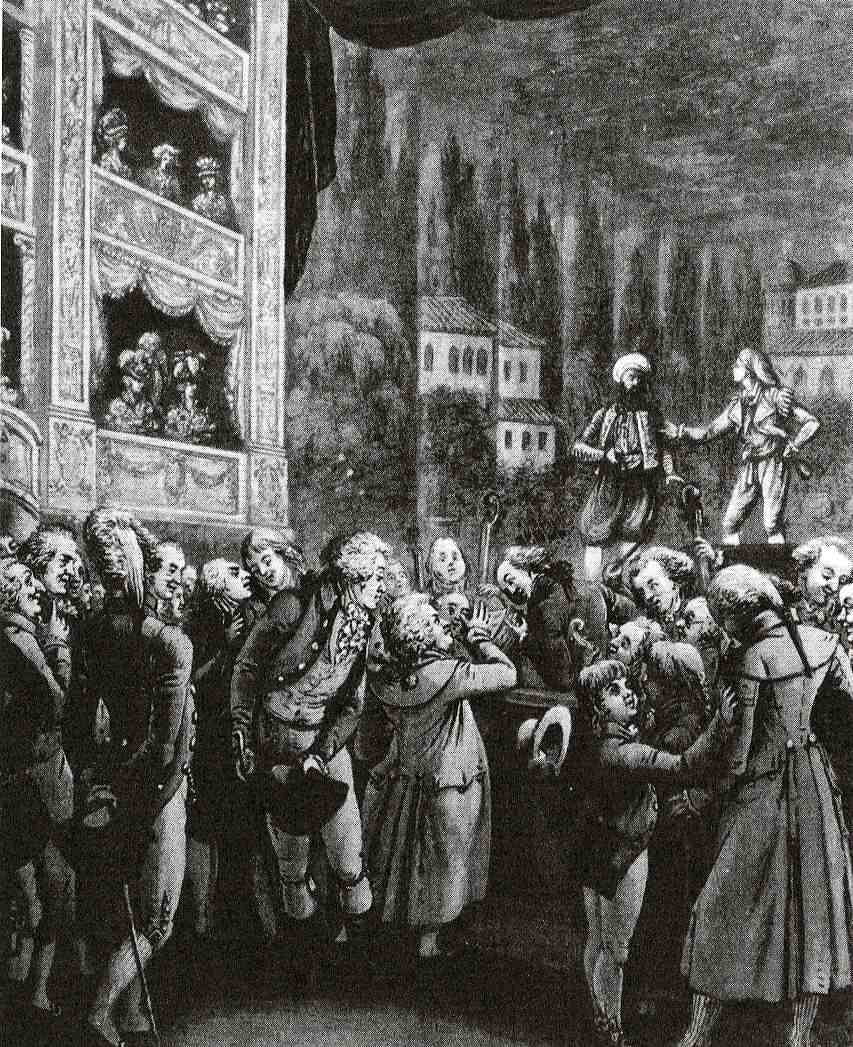
Mozart (középen) a Szöktetés a szerájból című művének 1789-es berlini bemutatóján

A singspiel vagy daljáték (német nyelven jelentése énekesjáték) az opera egyik német nyelvterületen elterjedt formája. Hangvétele könnyedebb, az áriákat és együtteseket prózai dialógusok kapcsolják egybe. A zenéjébe gyakran balladák és nép ihletésű dalok is beépülnek. A singspiel az intermezzókból alakult ki és szerkezetében hasonlított az angol ballad operához. Elsősorban a barokk operák túlzott pátosza ellen irányult. Rousseau Le Devin du Village (1752) című idillikus pásztorjátéka tekinthető az első singspielnek, ezt a témát Mozart is feldolgozta (Bastien és Bastienne, 1768). Johann Adam Hiller (1728-1804) singspieljei már a polgári életből vették témájukat és a német vígopera első megnyilvánulásainak tekinthetők. A singspielnek a műfaj korlátain messze túlmutató, drámai elemekkel és árnyalt lélektani motivációval alátámasztott remeke Mozart Szöktetés a szerájból című alkotása. A műfaj legkiemelkedőbb darabja azonban A varázsfuvola. A singspiel formailag Beethoven Fideliójában és Weber A bűvös vadászában élt tovább, jóllehet zenei nyelvében mindkettő messze távolodott már tőle. A német operatörténelemben a romantikus opera előfutárának tekintik. Hasonló külföldi műfajok az opera buffa, valamint a francia opéra comique.